# Thung lũng tách giãn

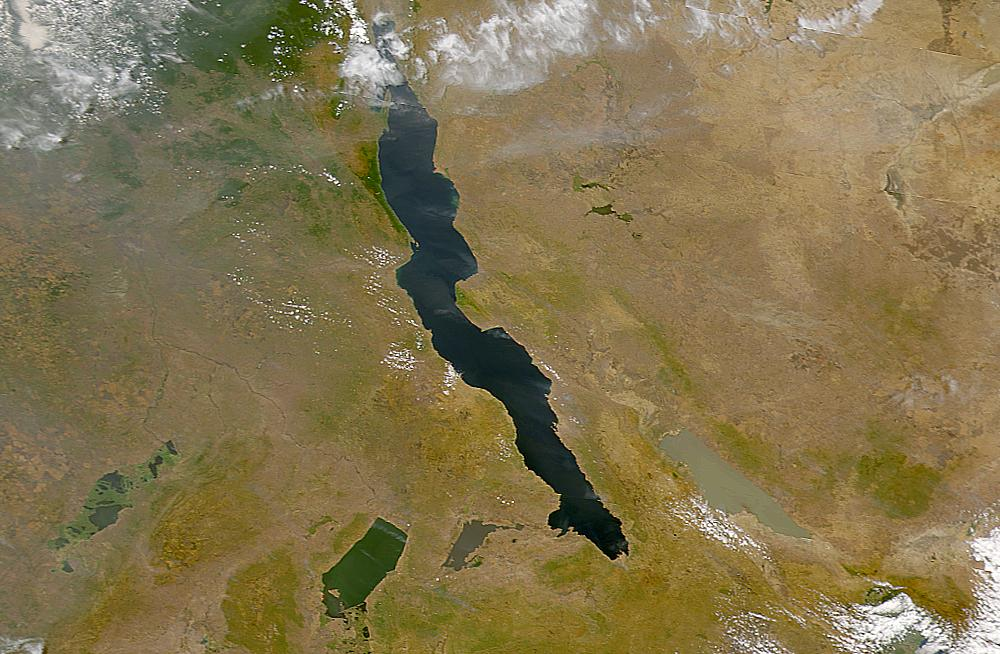
Thung lũng tách giãn châu Phi. Từ trái qua phải: hồ Upemba, hồ Mweru, hồ Tanganyika (lớn nhất), và hồ Rukwa.

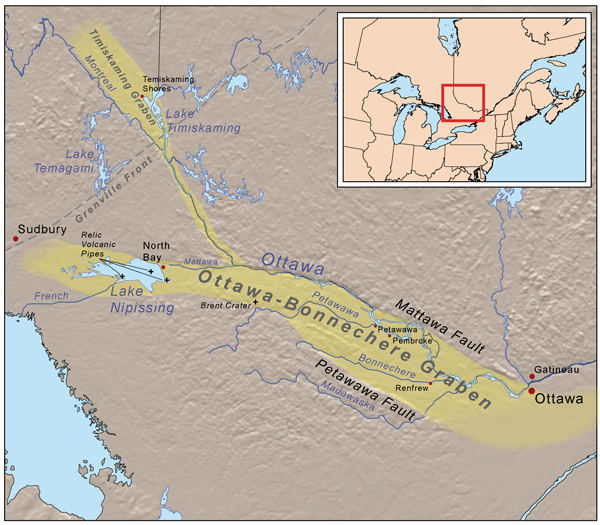
Địa hào Ottawa-Bonnechere

Thung lũng tách giãn (rift valley) hay còn gọi là thung lũng rip-tơ là một địa hình trũng thấp có dạng tuyến giữa các cao nguyên hay dãy núi được tạo thành bởi hoạt động rip-tơ hay đứt gãy.

## Quá trình hình thành
Quá trình này là do lực căng giãn làm tách lớp vỏ. Khi các lực căng đủ mạnh để có thể tách lớp vỏ làm cho phần trung tâm sụt lún xuống so với các khối hai bên. Quá trình này tạo ra các vách cắm xiên có dạng bậc thang song song nhau. Đặc điểm này thể hiện giai đoạn bắt đầu của quá trình tạo thung lũng tách giãn. Khi quá trình này cứ tiếp diễn thì thung lũng sẽ mở rộng dần cho đến khi nó tạo thành một bồn trũng lớn được lắp đầy bởi các trầm tích bị bóc mòn từ các vách của nó và khu vực xung quanh đó. Một trong những ví dụ về quá trình phát triển của thung lũng kiểu này là Basin and Range province ở Nevada và Utah. Các rip-tơ có thể phát triển ở tất cả các độ cao, từ đáy biển đến các cao nguyên và dãy núi. Chúng có thể xảy ra trong vỏ lục địa hay vỏ đại dương. Các thung lũng tách giãn thường liên quan đến một số thung lũng liền kề, chúng được xem là một phần của thung lũng tách giãn về mặt địa chất.
Thung lũng tách giãn mở rộng nhất phát triển dọc theo phần trung tâm của hệ thống sống núi giữa đại dương và là kết quả của sự tách giãn đáy đại dương như sống núi giữa Đại Tây Dương và đới nâng đông Thái Bình Dương.
Một số thung lũng tách giãn trên lục địa hiện tại tạo ra một nhánh không hoạt động của một chạc ba. Ví dụ như đới tách giãn Đông Phi và đới tách giãn Baikal, cả hai đều đang hoạt động và nhánh nhứ 3 có thể là đới tách giãn tây Nam Cực. Trong ví dụ này, không chỉ phần vỏ mà còn toàn bộ mảng kiến tạo đang trong quá trình tách ra để hình thành các mảng mới. Nếu chúng tiếp tục thì rip-tơ lục địa sẽ phát triển thành rip-tơ đại dương.

## Thung lũng tách giãn tạo thành hồ
Các hồ nước ngọt lớn nhất trên thế giới tất cả đều nằm trong các thung lũng tách giãn. Hồ Baikal ở Siberia, một di sản thế giới, nằm trên một thung lũng tách giãn đang hoạt động. Baikal vừa là hồ sâu nhất trên thế giới vừa là hồ có thể tích lớn nhất chiến 20% lượng nước ngọt ở dạng lỏng trên Trái Đất. Hồ Tanganyika là hồ lớn thứ hai nằm trong đới tách giãn Albertine thuộc nhánh đầu phía tây của thung lũng tách giãn Lớn đang hoạt động ở Đông Phi và Tây Nam Á. Hồ Superior ở Bắc Mỹ là hồ nước ngọt lớn nhất về diện tích, nằm trên đới tách giãn giữa lục địa cổ. Hồ Vostok là hồ băng ngầm lớn nhất cũng nằm trên một thung lũng tách giãn cổ. Hồ Nipissing và hồ Timiskaming ở Ontario và Quebec, Canada nằm trong một thung lũng tách giãn có tên là địa hào Ottawa-Bonnechere. Þingvallavatn là hồ tự nhiên lớn nhất của Iceland cũng là một ví dụ về hồ rip-tơ.